# 8 Million Stories
8 Million Stories – pierwszy album studyjny amerykańskiego duetu hip-hopowego Soul Position, wydany 7 października 2003 roku nakładem wytwórni Rhymesayers Entertainment. Wydawnictwo zadebiutowało na 91. miejscu notowania Top R&B/Hip-Hop Albums.
W tym samym roku ukazała się również wersja instrumentalna albumu.

## Lista utworów
Opracowano na podstawie źródła.
| #  | Tytuł                                                                  | Sample                                                              | Czas  |
| -- | ---------------------------------------------------------------------- | ------------------------------------------------------------------- | ----- |
| 1  | „Intro”                                                                |                                                                     | 2:00  |
| 2  | „Printmatic”                                                           |                                                                     | 3:46  |
| 3  | „Inhale”                                                               |                                                                     | 3:23  |
| 4  | „The Jerry Springer Episode”                                           | - „Baby I Love You” w wykonaniu grupy Cold Blood                    | 5:21  |
| 5  | „Candyland Part 1”                                                     | - „What's the Use in Making Lover's Cry” w wykonaniu Johna Kasandry | 1:19  |
| 6  | „Just Think”                                                           | - „What a Day” w wykonaniu grupy The Rance Allen Group              | 5:24  |
| 7  | „Fuckajob”                                                             | - „Going Down Slowly” w wykonaniu Pointer Sisters                   | 3:58  |
| 8  | „Look of Pain”                                                         |                                                                     | 4:12  |
| 9  | „Survival” (gośc. Greenhouse Effect)                                   | - „Melody” w wykonanie Serge Gainsbourga                            | 4:24  |
| 10 | „Candyland Part 2”                                                     |                                                                     | 1:35  |
| 11 | „Share This”                                                           |                                                                     | 5:37  |
| 12 | „Run”                                                                  | - „Mime Van Osen” w wykonaniu Rachel's                              | 3:58  |
| 13 | „Right Place, Wrong Time”                                              | - „Another Place, Another Time” w wykonaniu grupy Moxy              | 4:11  |
| 14 | „Candyland Part 3”                                                     |                                                                     | 1:06  |
| 15 | „No Excuse For Lovin”                                                  | - „Mister Moonshine” w wykonaniu grupy Fat Mattress                 | 5:04  |
| 16 | „1 Love”                                                               | - „The Roost” w wykonaniu Elliotta Smitha                           | 12:43 |
| 17 | „Still Listening” (ukryty utwór) (gośc. Copywrite, Jakki Da Motamouth) |                                                                     | 12:43 |

## Notowania
Album
| Rok  | Album                           | Pozycja                |
| Rok  | Album                           | Top R&B/Hip-Hop Albums |
| ---- | ------------------------------- | ---------------------- |
| 2003 | Things Go Better With RJ And AL | 45                     |